# پورتو مادرین
پورتو مادرین (به اسپانیایی: Puerto Madryn) شهری در کشور آرژانتین، استان چوبوت است که در سال ۲۰۰۹ میلادی، حدود ۵۷٬۷۹۱ نفر جمعیت داشته است.

## نگارخانه

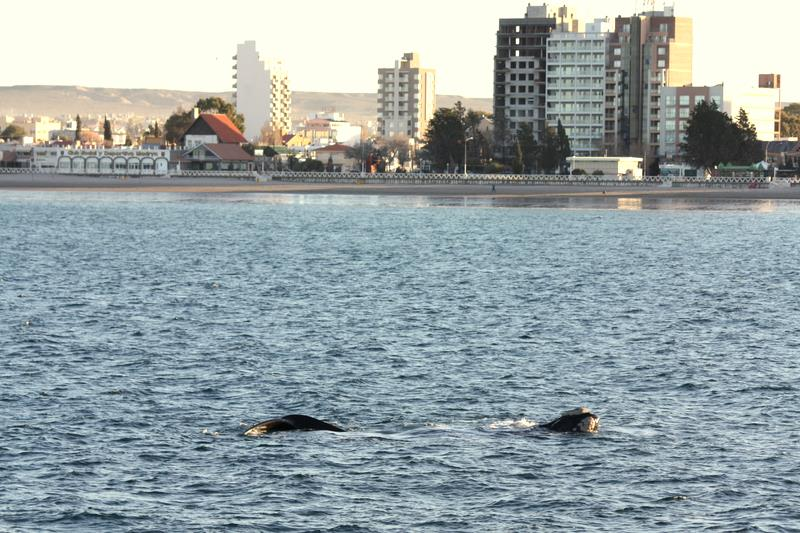
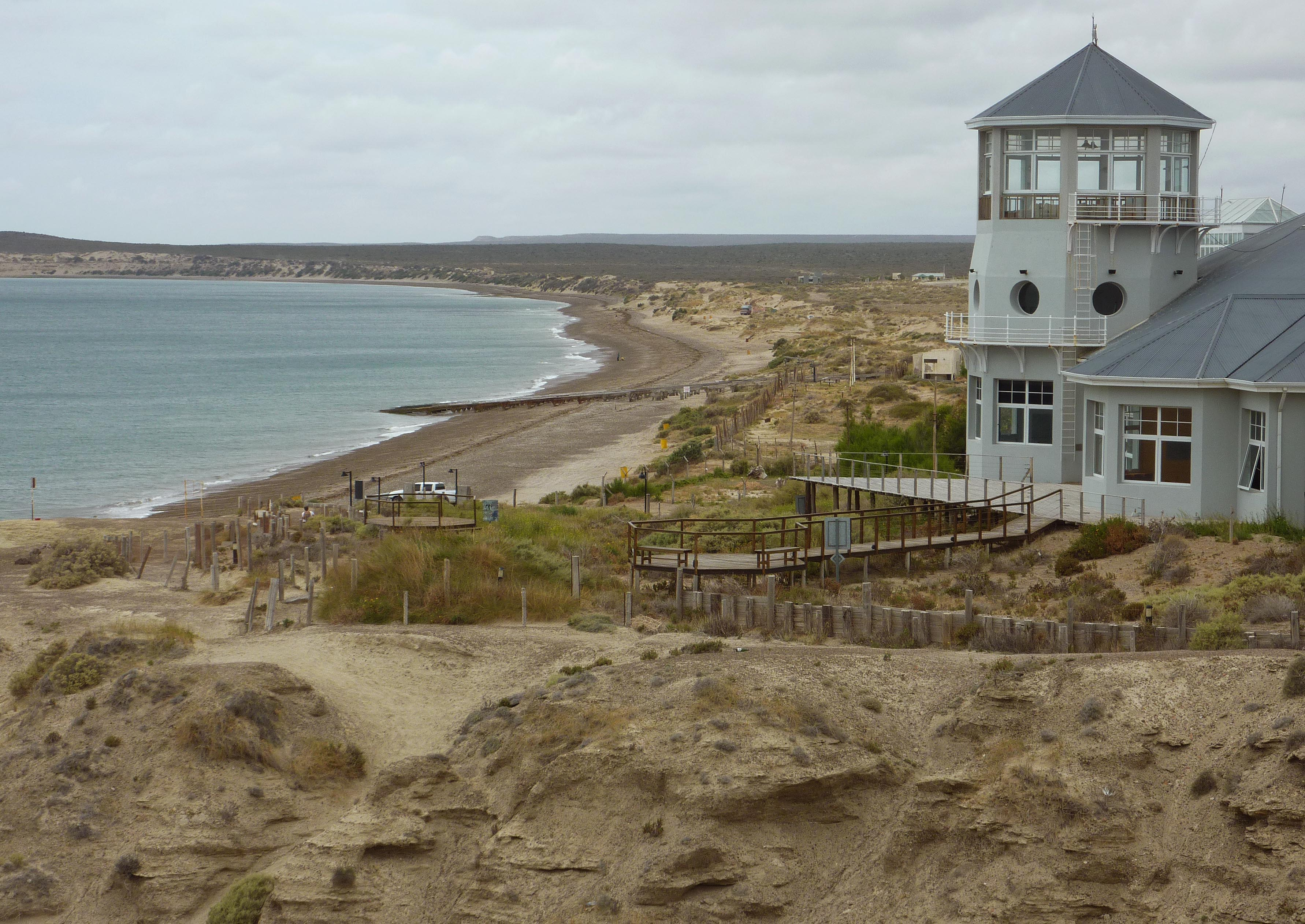
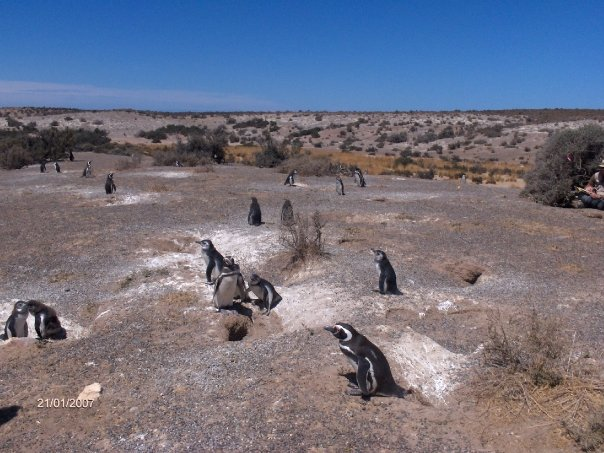